# Cathédrale Saint-Pierre de Trèves
Pour les articles homonymes, voir Cathédrale Saint-Pierre.
La cathédrale Saint-Pierre de Trèves (en allemand Trierer Dom) est une église de Trèves, dans le Land de Rhénanie-Palatinat et le siège du diocèse catholique de Trèves.
Construite entre le XIe siècle et 1270, elle est la plus ancienne cathédrale d'Allemagne. Son histoire pluri-séculaire est rendue visible par l'assemblage, sur les façades de l'édifice, de styles architecturaux d'époques différentes.
Ses dimensions (112 m de long par 41 m de large) en font la construction religieuse la plus importante de Trèves. Depuis 1986, elle est inscrite au patrimoine mondial de l'UNESCO.

## Histoire
Selon des traditions médiévales tréviroises remontant au IXe siècle mais non certaines, Hélène, mère de l'empereur Constantin (la future sainte Hélène) aurait fait don de sa maison de la cité romaine d'Augusta Treverorum à Agritius, l'évêque de Trèves. Des fouilles archéologiques ont révélé la présence sous la cathédrale de maisons d'habitation de l'aristocratie romaine, dont l'une avec un plafond peint (la fresque, restaurée, se trouve aujourd'hui au musée épiscopal). En 310-329, l'évêque Agritius fait construire une première basilique, dont les vestiges se trouvent sous les bureaux d'informations (Dom information, à l'extérieur de la cathédrale). L'évêque Maximin de Trèves (329-346) coordonna l'agrandissement de cette basilique avec la construction de ce qui était alors le plus grand bâtiment religieux de l'ouest de l'Empire romain : sur une emprise au sol quatre fois plus grande que celle de l'actuelle cathédrale furent construits pas moins de quatre basiliques, un baptistère et de nombreuses dépendances. À partir de 340 est construit le bâtiment carré dont les murs forment le noyau de l'actuelle cathédrale.
Les bâtiments furent laissés en ruines par les Francs dans la première moitié du Ve siècle. L'évêque Nicétius (526-561) fait reconstruire le bâtiment carré et une partie de l'église nord par des architectes italiens. Les Normands pillent et dégradent sérieusement l'édifice en 882. Sous l'évêque Egbert (977-993), la cathédrale est restaurée. Il fait recouvrir les deux colonnes nord de croisée du transept par des piliers cruciformes.
Sous le règne de Poppon de Babenberg et ses successeurs, l'église épiscopale, les cryptes et la façade ouest sont rénovées. Le chœur roman datant de 1196 et sa crypte sont accolés au mur est du bâtiment carré. La cathédrale est dotée d'un ensemble de voûtes. Entre 1235 et 1270, l'église Notre-Dame est construite sur l'emplacement de l'ancienne basilique sud qui est rasée. Le cloître date également de cette période. L'archevêque Baudoin (1307-1354) fait surélever les deux tours est de la cathédrale. En 1515, c'est la tour sud-ouest qui est surélevée.
À la fin de la guerre de Trente Ans entre 1664 et 1668, l'archevêque Gaspard von der Leyen restaure l'intérieur du chœur ouest dans le style baroque. Entre 1687 et 1699 Jean von Orsbeck fait construire le devant de la chapelle de la Sainte-Tunique, relique précieuse de la cathédrale. Entre 1702 et 1708, une chambre sacrée est ajoutée en amont du chœur pour abriter la relique.
Les stalles, ornées de marqueterie, ont été apportées en 1781 de la chartreuse Saint-Michel de Mayence. Elles sont l'œuvre de J.-J. Schacht de Hambourg, et de ses vingt et un compagnons. Au cours du XIXe siècle d'importants travaux de rénovations sont menés, dans le but de restituer l'aspect médiéval.
L'hiver 1944-1945, la cathédrale, comme le reste de la ville, est sérieusement abîmée lors des combats pour la prise de la ville par les troupes Alliées. Entre 1960 et 1974, les derniers travaux de rénovation sont menés avec le réaménagement de l'autel, conformément à la liturgie du concile de Vatican II. Le 1er mai 1974, ce nouvel autel est consacré et la cathédrale remise en service.
C'est en la cathédrale de Trèves qu'a eu lieu, le 4 mai 2008, la béatification de la franciscaine Rosa Flesch (1826-1906), prononcée par le cardinal Meisner.

## Illustrations

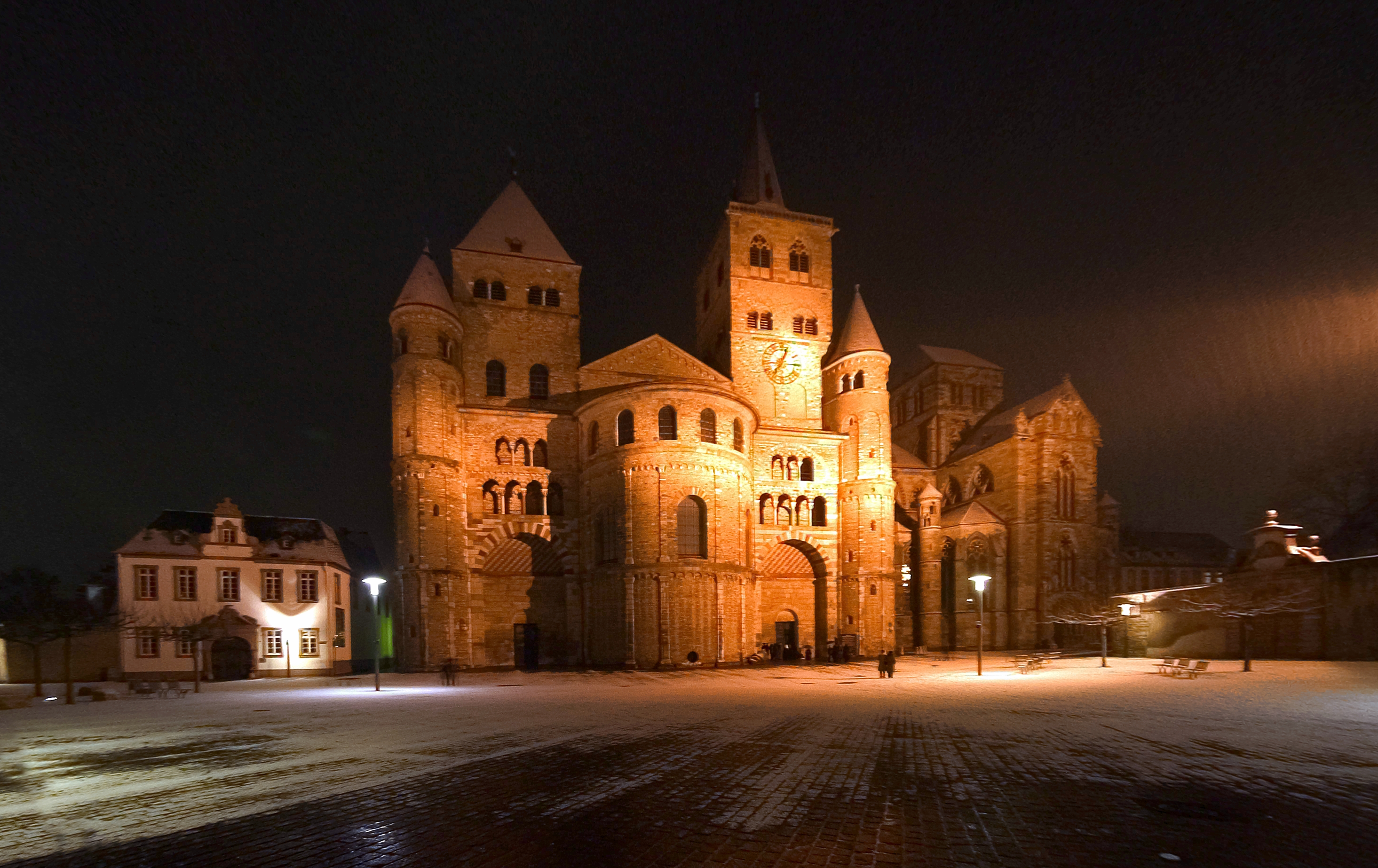
Cathédrale de nuit
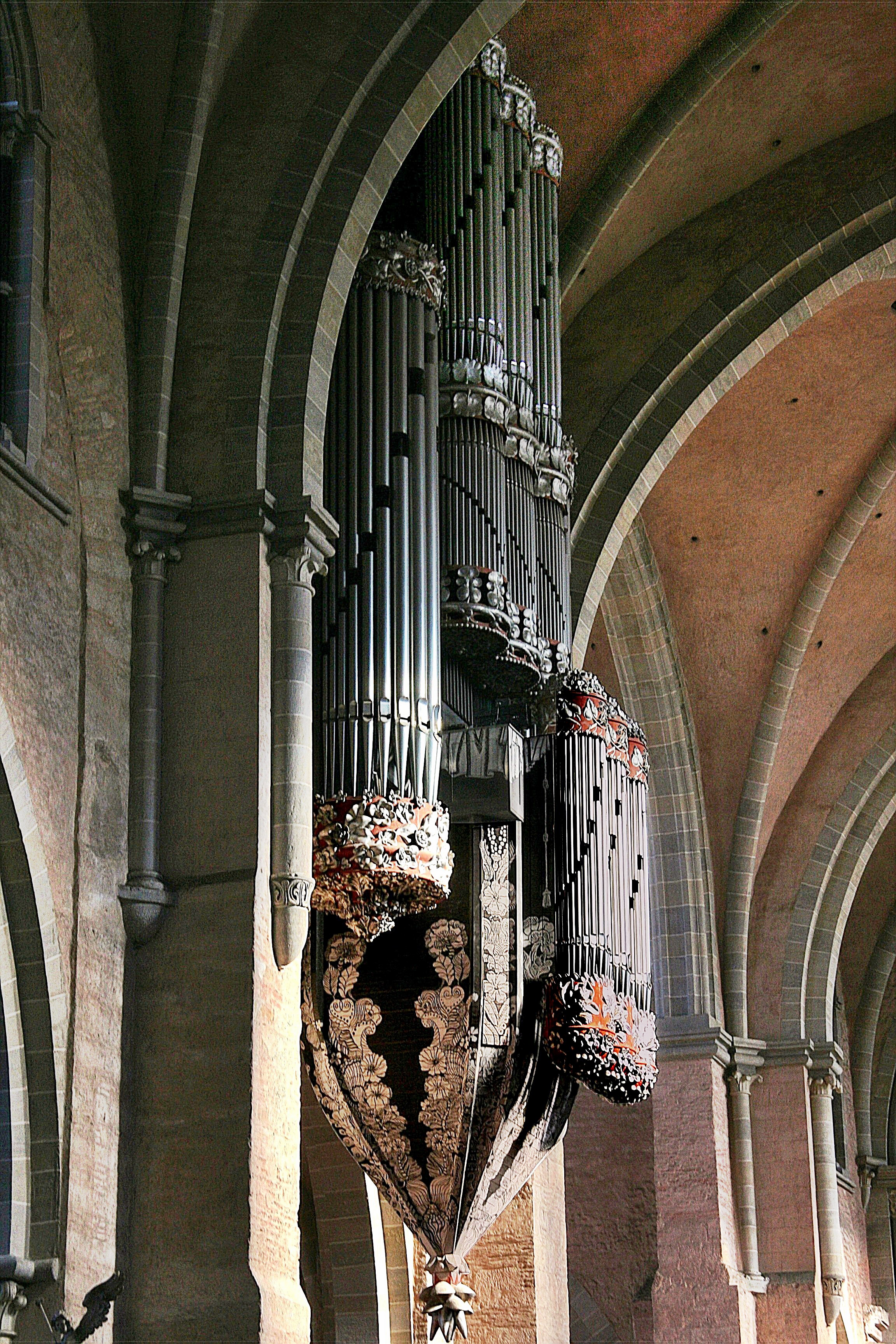
Grandes orgues
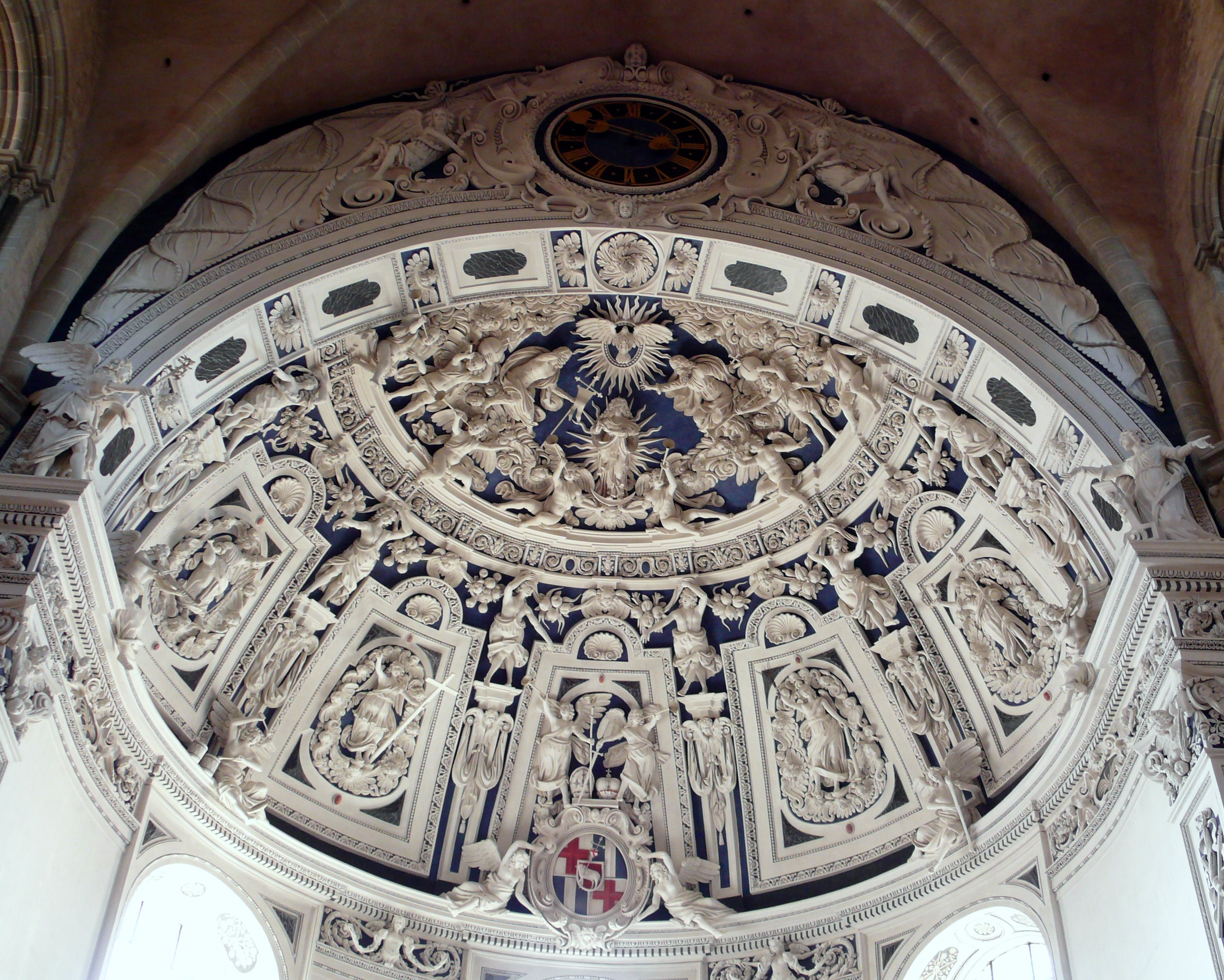
Encorbellement baroque sur la partie ouest
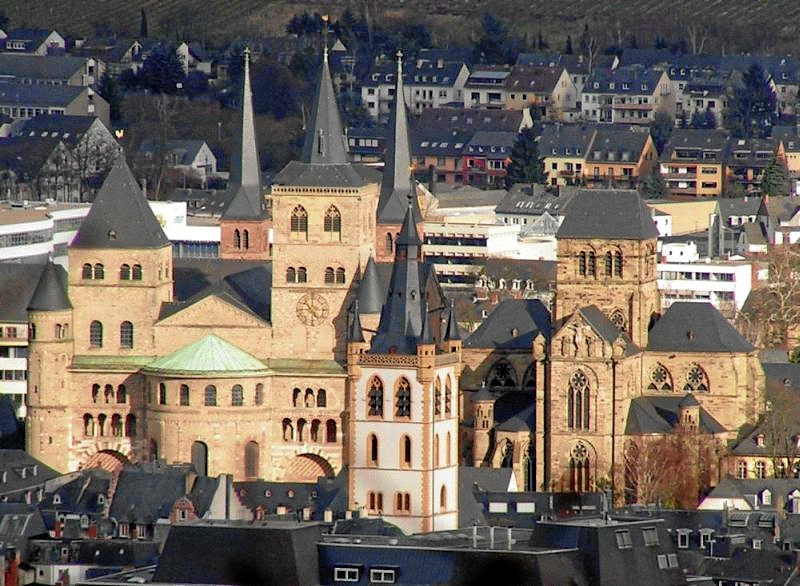
Cathédrale Saint-Pierre, église Saint-Gangolf et Liebfrauenkirche
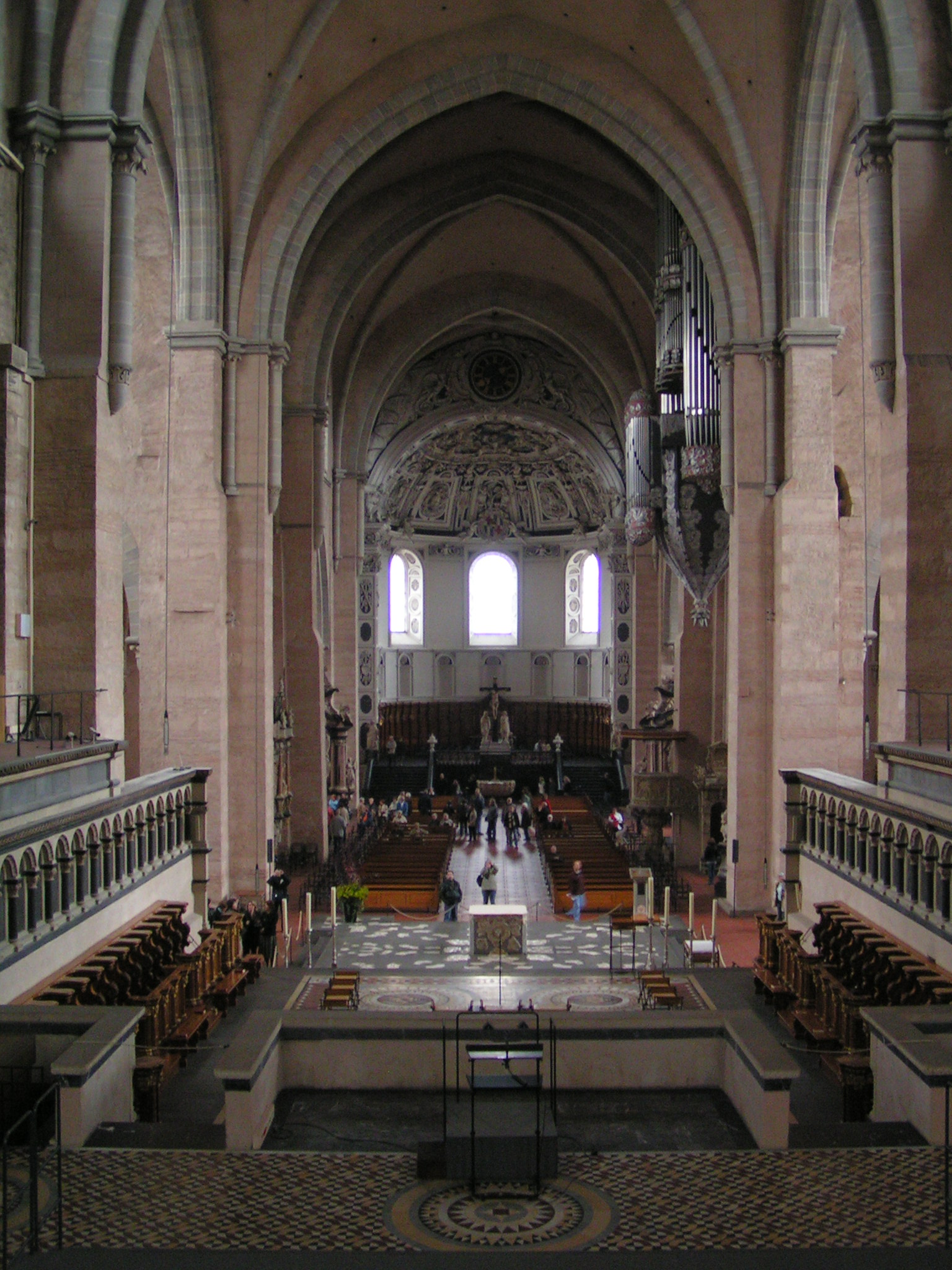
Intérieur de la Cathédrale
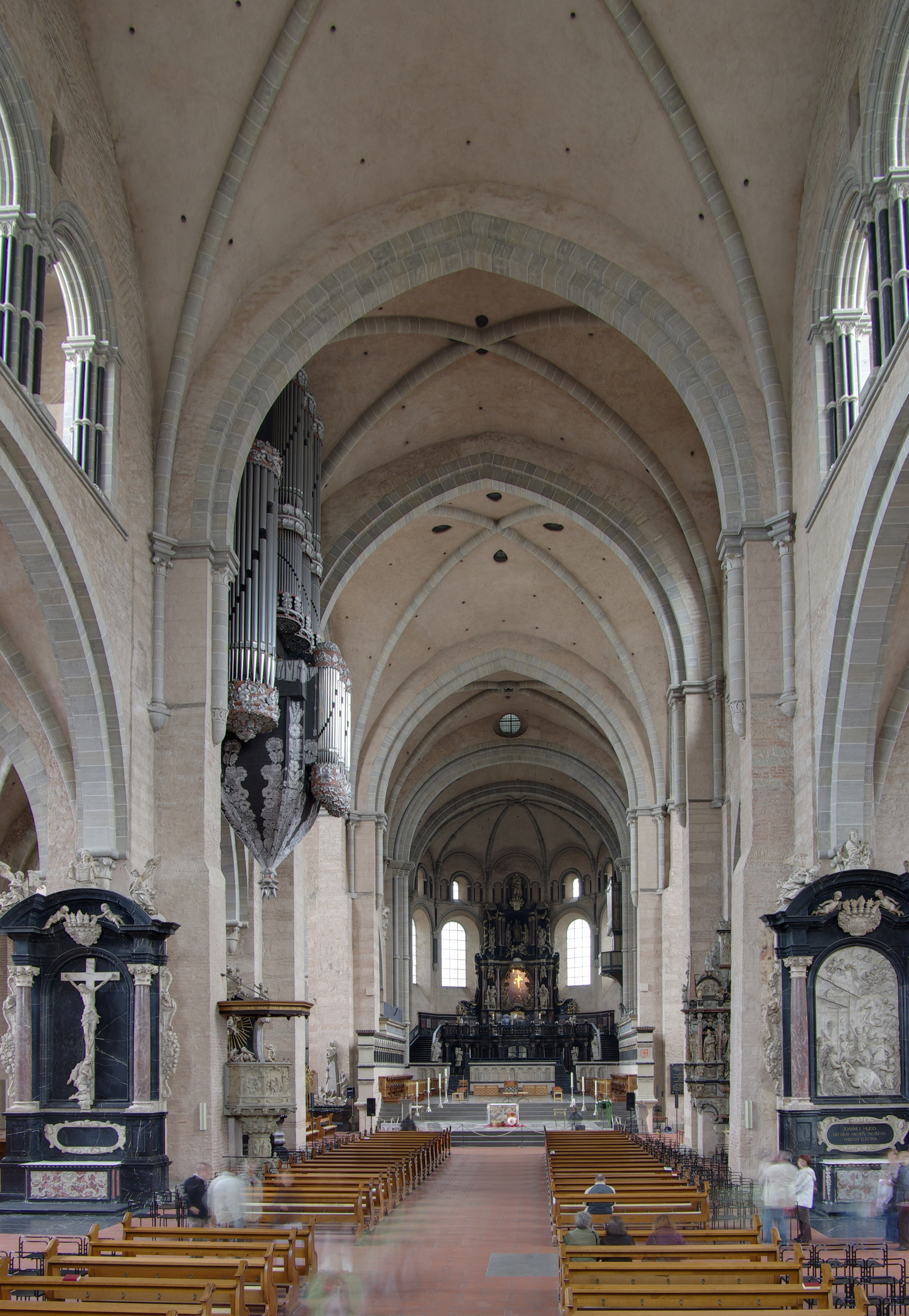
Intérieur de la Cathédrale
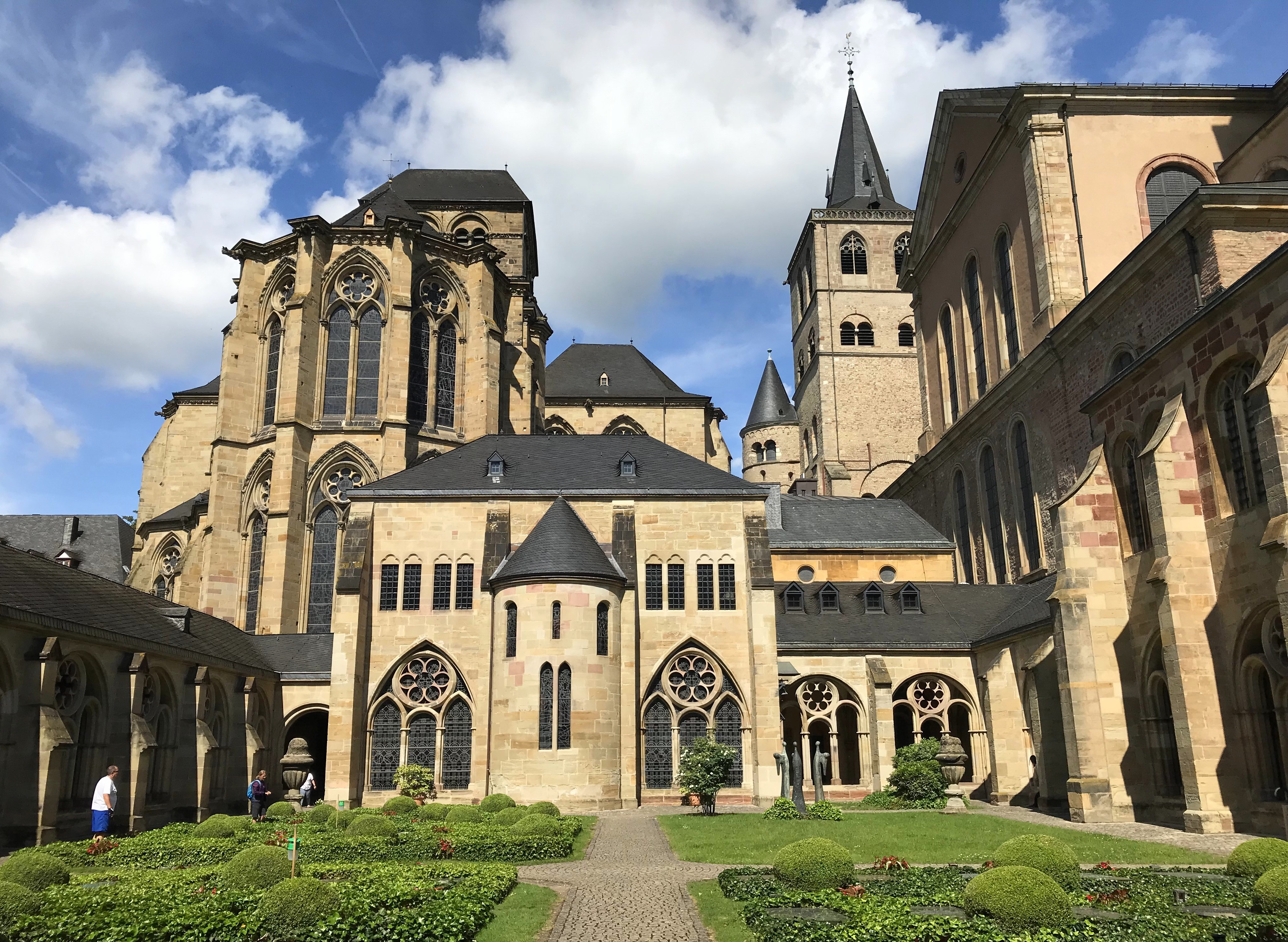
Cathédrale Saint-Pierre
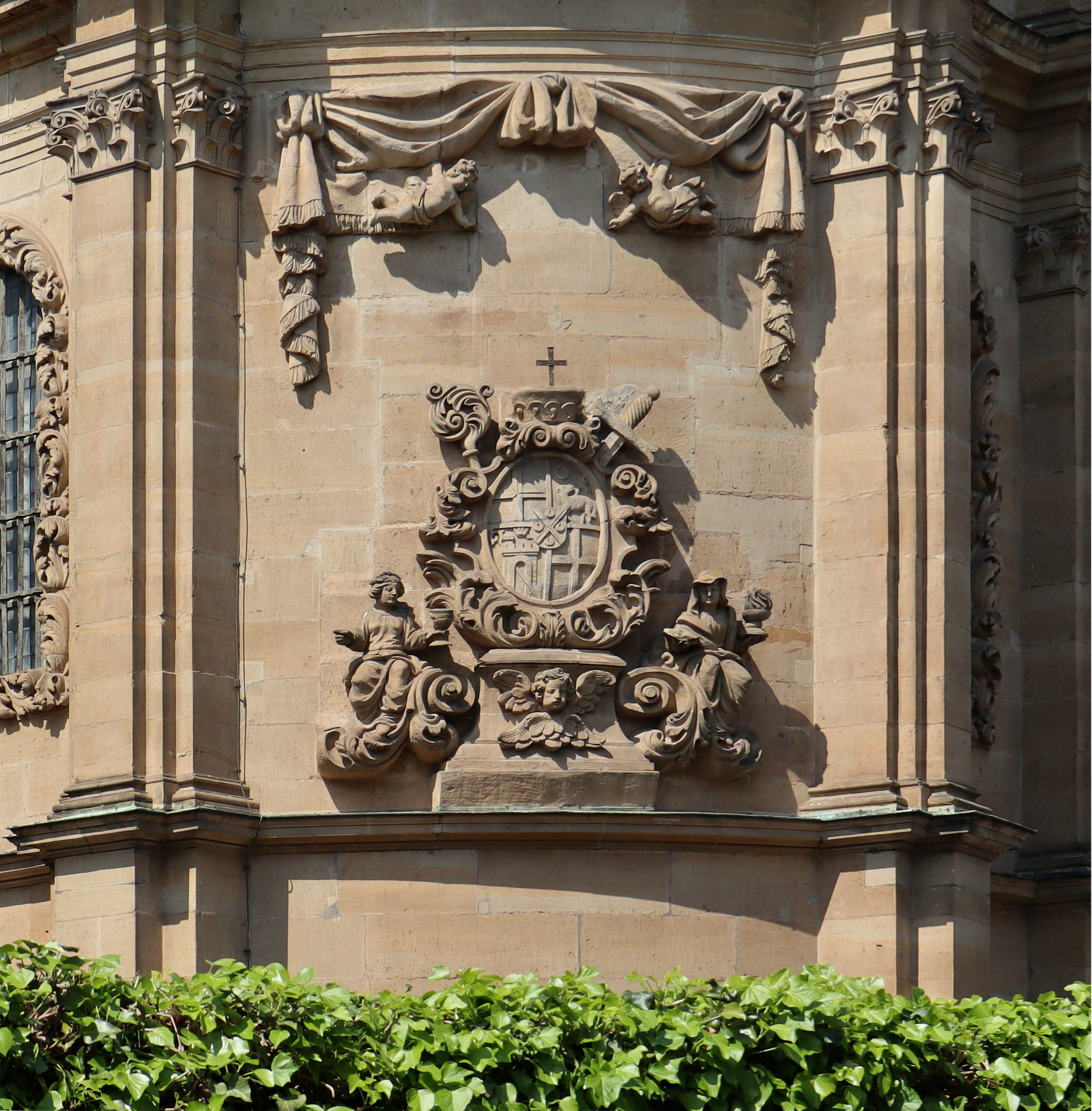
Blason de Johann Hugo von Orsbeck, Archevêque (1676-1711) de Trèves
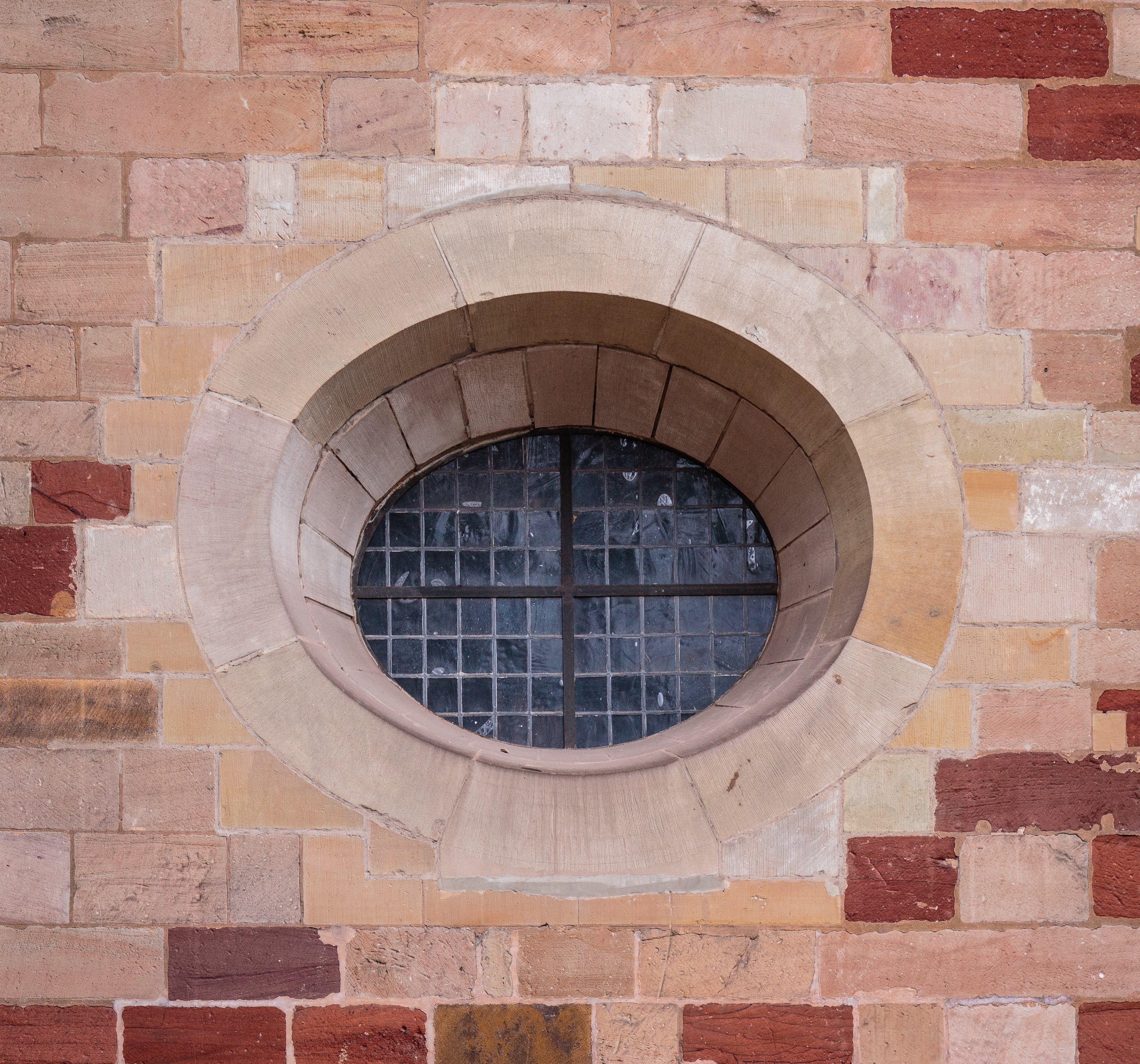
Détail de l'extérieur. (fenêtre à barreaux)

## Sainte tunique

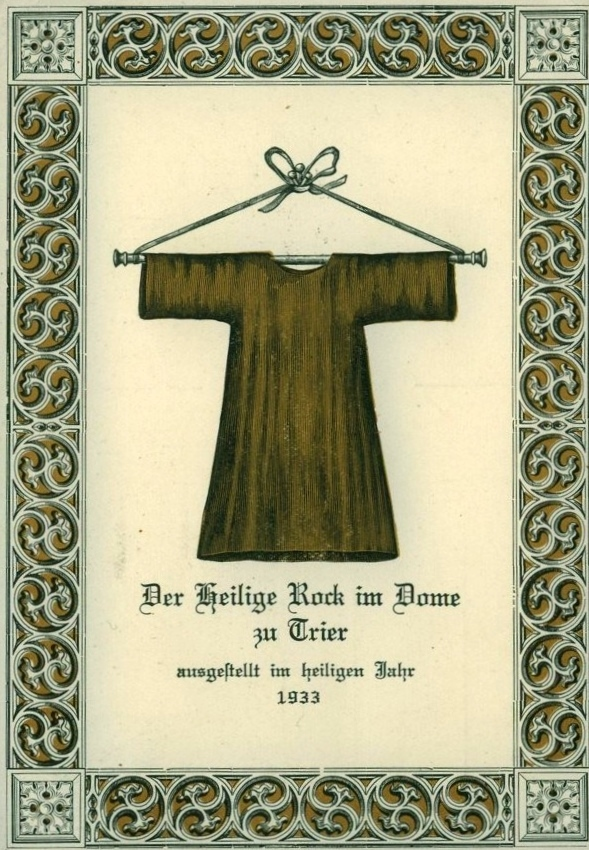
La Sainte tunique d’après une image pieuse de 1933.

La légende indique qu’Hélène, mère de l'empereur Constantin légua (ou selon une autre tradition en fit don) la Sainte tunique (vêtement inconsutile qu'aurait porté Jésus) à l'évêque de Trèves Agritius (en). La tradition tréviroise de l'existence de cette tunique à Trèves est tardive : elle est évoquée pour la première fois vers 1060 par le biographe de saint Agritius. Un siècle plus tard, le 1er mai 1196, elle est transférée de la chapelle saint Nicolas de la cathédrale dans le nouveau maître-autel du chœur orienté.
En 1512 a lieu le premier pèlerinage sous l'archevêque Richard von Greiffenklau. L'empereur Maximilien assiste à l'ouverture du coffre dans le maître-autel le 15 avril et l'ostension de la relique pendant 23 jours attire 100 000 pèlerins. Les années qui suivent voient la tenue de plusieurs pèlerinages autour de cette relique mais l'usage s'en perd au milieu du XVIe siècle. Il est relancé au début du XIXe siècle avec un pèlerinage tous les 30 ou 40 ans. Les dernières ostensions ont eu lieu en 1933, 1959, 1996 et 2012.
La Sainte tunique est conservée dans un reliquaire en bois datant de 1891, l’ensemble étant placé dans une vitrine climatisée dans la chapelle de la Sainte-Tunique. Cette chapelle n'est accessible qu'une fois par an, mais le vêtement sacré n'est pas exposé.
Un « examen archéologique » de la tunique a eu lieu en 1890-1891 mais aucune étude scientifique sérieuse n'a été réalisée. L'habitacle abritant la relique en 1512 était trop petit pour contenir une tunique en entier. Il s'agissait probablement d'une réduction, un élément pars pro toto de la Sainte tunique. C'est à partir de cette date que la relique actuelle a été confectionnée et raccommodée au cours des siècles : le « tissu noyau » en laine embrouissaillée (aujourd'hui décomposé en fibres) fut enrobé par une gaze en soie puis enveloppé dans différentes couches de tissu (feutre de laine, taffetas de soie) et fixé sur une toile de lin. Il a été trempé dans une solution de colle en caoutchouc (ce qui a durci et bruni le textile par oxydation) pour le préserver. La Sainte Tunique originale n'existe donc plus et le fidèle peut voir uniquement son reliquaire (les couches de tissu qui l'enchâssent), ce qui ne change pas sa nature selon le principe de la relique de contact.

## Évêques de Trèves

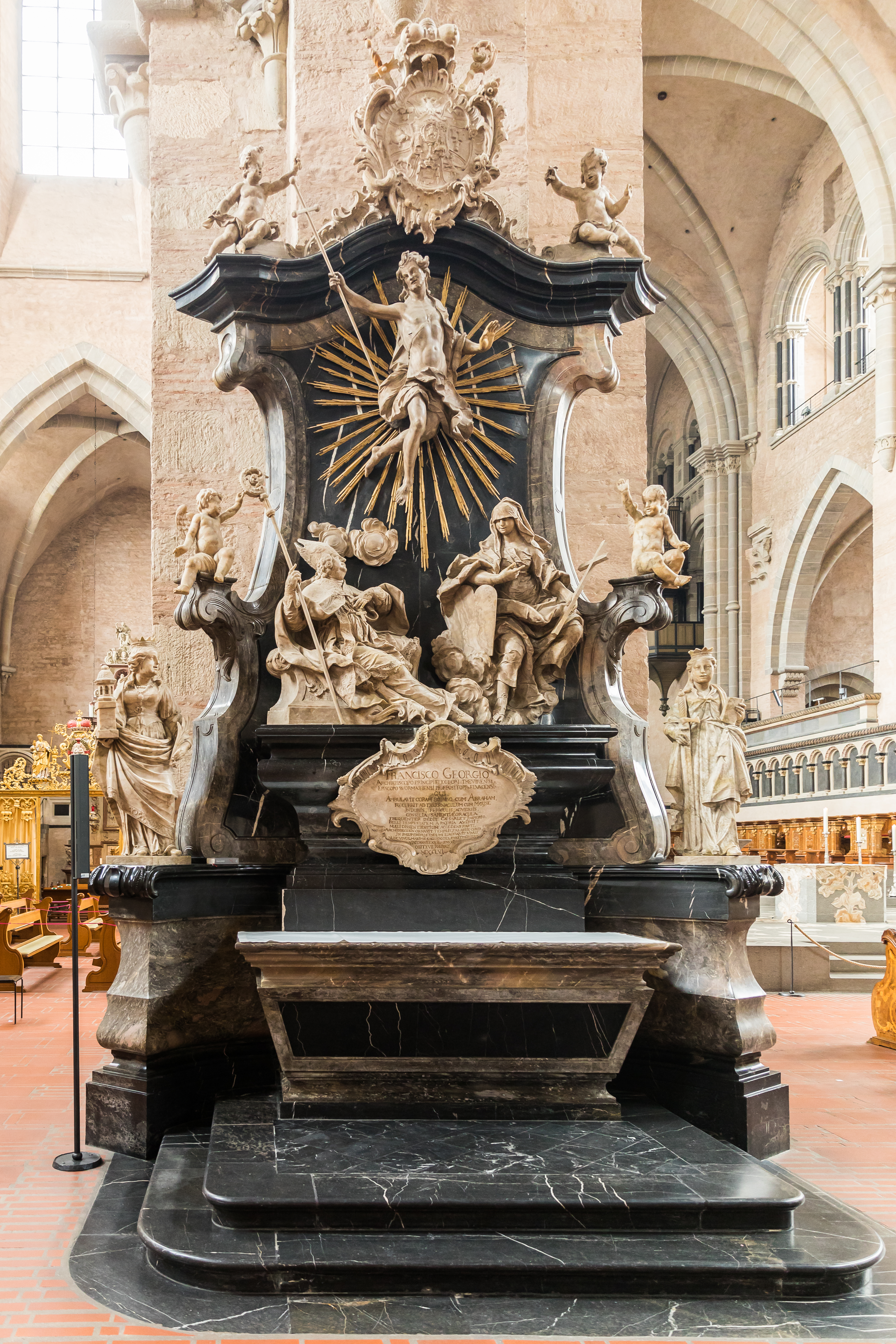
Tombeau de Mgr de Schönborn

Depuis le Moyen Âge, les tombeaux des évêques de Trèves se trouvent dans la cathédrale, comme celui, baroque de François-Georges de Schönborn.
Celui de saint Paulin de Trèves (mort le 31 août 358) est à la crypte. Successeur de Maximin, il fut avec saint Athanase, un défenseur du concile de Nicée, contre l'empereur romain Constance II.
En 1844, la charge est tenue par Wilhelm Arnoldi qui organise une ostentation de la Sainte Tunique. À cette occasion il promet une indulgence plénière aux pèlerins. Ceci entraîne la colère du prêtre Johannes Ronge qui accusa l'évêque de favoriser l'idolâtrie. Ronge est alors excommunié ce qui entraîne la création de l'église schismatique des Catholiques allemands en décembre 1844.

## Source
- Documentation dans la cathédrale